# Città di Brimbank
La città di Brimbank è un'area di governo locale australiana dello stato di Victoria.
Essa si estende su una superficie di 67.633,5 chilometri quadrati e ha una popolazione di 182.735 abitanti.
La sede del consiglio si trova a Sunshine.

## Sobborghi
- Albanvale
- Albion
- Ardeer
- Brooklyn (condiviso con la City of Hobsons Bay)
- Cairnlea
- Calder Park
- Deer Park
- Delahey
- Derrimut
- Hillside (condiviso con il Shire of Melton)
- Kealba
- Keilor
- Keilor Downs
- Keilor East (condiviso con la City of Moonee Valley)
- Keilor Lodge
- Keilor North
- Keilor Park
- St Albans
- Sunshine (Sunshine Residents and Ratepayers Association)
- Sunshine North
- Sunshine West
- Sydenham
- Taylors Lakes
- Tullamarine (condiviso con le città di Hume & Moreland)

## Sindaci
- Margaret Giudice (2017)
- John Hedditch (2016)
- Troy Atanasovski (2009)
- Sam David (2008)
- Margaret Giudice (2007)
- Natalie Suleyman (2006)
- Natalie Suleyman (2005)
- Sam David (2004)